# Siete Maravillas de Costa Rica
En 2007 los costarricenses votaron para escoger las Siete Maravillas Naturales de Costa Rica. La lista final reúne un amplio rango de la diversidad geográfica de Costa Rica: islas remotas, montañas y volcanes; bosques nubosos vírgenes, canales navegables entre las junglas, y un río tan celeste que sus amigos creerán que las fotografías que le tome son falsas. Estos siete tesoros descansan por sobre todo el territorio, lo que significa que no importa dónde vayan los viajeros, en todas partes encontrarán una maravilla.
Además de sus atributos físicos, cada destino ofrece una exclusiva experiencia para disfrutar de Costa Rica con sus hoteles y restaurantes de propiedad local. En ninguno de estos lugares se encuentran cadenas, solamente la esencia de la riqueza ecológica de Costa Rica y su cálida hospitalidad.La lista quedó así. 
| Nombre                      | Posición | Provincia             | Características - Imagen |
| --------------------------- | -------- | --------------------- | --- |
| Isla del Coco               | 1        | Puntarenas            | Por su tamaño, aislamiento, y estado de conservación, la Isla del Coco constituye uno de los sitios naturales privilegiados a nivel mundial. Con un endemismo importante y una diversidad biológica singular, la isla puede ser catalogada como un laboratorio natural ideal para realizar investigaciones sobre la evolución de las especies y la monitorización del ambiente a largo plazo. De 235 especies de plantas identificadas, 70 son endémicas. De 362 de insectos, 64 son endémicas. Existen 2 especies endémicas de lagartijas. También se registran 3 especies de arañas; 85 de aves, 4 de ellas endémicas; 57 de crustáceos; 118 de moluscos; más de 200 de peces y 18 corales. Los venados y los cerdos fueron introducidos por piratas y balleneros que usaban la isla como reserva de comida y madera en alta mar, pero esas especies han generado adaptaciones particulares que ya se les consideran endémicas. Los resultados de las investigaciones mismas podrían proporcionar importante información sobre la dinámica de los ecosistemas del planeta y su relación con los cambios globales del ambiente marino y terrestre. La pluviosidad alcanza unos 7.000 mm por año y durante eventos luviosos intensos se han contado más de 2000 cataratas que caen hacia el mar, en su interior hay un bosque nuboso, ríos y cascadas, incluso hay referencias de que existió un lago que fue secado buscando supuestos tesoros. Se dice que de una metáfora de esto deriva el origen de su nombre: "esta isla tiene tanta agua por dentro como un coco", condición especialmente útil para piratas y balleneros, que se abastecían de agua potable allí como única posibilidad a cientos de kilómetros a la redonda.                                                                              |
| Volcán Arenal               | 2        | Provincia de Alajuela | El volcán Arenal de Costa Rica está situado en el distrito de La Fortuna, cantón de San Carlos, la provincia de Alajuela. Tiene una altura de 1.670 msnm. El volcán se encuentra dentro del Parque nacional Volcán Arenal. Inició su último y actual período de actividad en el año 1968, el día 29 de julio a las 7:30. Desde esa fecha emite en forma constante gases y vapores de agua, con algunas explosiones con emisión de materiales piroclásticos y en ocasiones fuertes retumbos. Por esto y su frecuente actividad, hacen de este volcán el más activo de Costa Rica. |
| Cerro Chirripó              | 3        | Provincia de Limón    | Con el cielo despejado, pueden apreciarse tanto el Mar Caribe como el Océano Pacífico desde su cumbre.El parque ha sufrido dos incendios, causados por la mano del hombre, los cuales han hecho mucho daño al bosque de la zona. Actualmente estos bosques se encuentran en recuperación natural. Todos los años se realiza una carrera montaña arriba, en la que los mejores competidores terminan la ruta hasta un albergue en 2 horas. La temperatura mínima que se ha registrado es de -9 ºC. Durante el invierno en el hemisferio norte las temperaturas pueden caer a -5 ºC. |
| Río Celeste                 | 4        | Provincia de Alajuela | Río Celeste debe su nombre a que el color de sus aguas es turquesa lechoso que resulta de una reacción química, en donde convergen los ríos Buena Vista y Roble que cuentan con características químicas diferentes, por lo que crean el color. Este lugar es conocido como “Teñidero” y se encuentra escondido en medio del bosque lluvioso característico de la zona. A partir de este punto el río, con su color casi onírico, fluye por el bosque sin perder su coloración ni siquiera en la cercana de su catarata. |
| Parque nacional Tortuguero  | 5        | Provincia de Limón    | El parque nacional Tortuguero está ubicado al norte del pueblo en Tortuguero y en el sur de Parismina, Costa Rica. Se encuentra dentro del Área de Conservación Tortuguero (ACTo). Cuenta con 31.187 ha terrestres y con 52.000 ha marinas. Los famosos Canales son parte introductoria de Tortuguero. Impresionantemente fueron creados con lagunas y rios naturales. |
| Parque nacional Volcán Poás | 6        | Provincia de Alajuela | l Parque nacional Volcán Poás, es un parque nacional de Costa Rica que cubre un área de aproximadamente 65 km² (16.000 acres); la altura máxima es de 2,708 msnm. Uno de sus mayores atractivos es que es de muy fácil acceso aunque por el terremoto de Costa Rica de 2009 solo algunos caminos quedaron libres. El volcán está ubicado dentro del área de conservación de la Cordillera Volcánica Central. El cráter principal tiene 300 m de profundidad y un diámetro de aproximadamente 1,7 km, es el cráter tipo géiser más grande del mundo1 y uno de los cráteres más grandes del mundo.2 y se conserva activo en la actualidad, con pequeñas emisiones de gases y una laguna ácida. |
| Monteverde (Costa Rica)     | 7        | Puntarenas            | Debido a las selvas tropicales y bosques nublados reconocidos en el área metropolitana de Monteverde, Monteverde se ha convertido en una parte importante de la ruta turística de Costa Rica a pesar de las dificultades de acceso. Fue votado recientemente como una de las "7 Maravillas de Costa Rica" por el diario costarricense La Nación (Costa Rica).Del total de Monteverde 250.000 turistas anuales, alrededor de 70.000 turistas visitan la reserva. La mayor parte de la selva tropical de Monteverde y el bosque nubloso se puede encontrar en la Reserva Forestal de Monteverde, una reserva natural privada creada en 1972 por el científico George Powell y Quaker Wilford Guindon. El área alrededor de la entrada del parque es la más visitada, aunque profunda acampar en la reserva es posible con las reservas. Nueve rutas principales, que suman un total de 13 km, están bien conservadas y de fácil acceso. La reserva cuenta con una amplia red de senderos accesibles y menos un número de estaciones de investigación rústicos, dos de ellas de la casa 10 personas cada uno, así como una estación de investigación que puede albergar hasta 43 personas, las cuales ahora sólo puede ser utilizado por los investigadores . Al oeste de la ciudad de Monteverde se encuentra el Bosque Eterno de los Niños, área de conservación, un proyecto financiado por las escuelas y los niños de todo el mundo. El Eterno Bosque es la mayor reserva en la zona con 22.000 hectáreas (54.000 acres). La mayor parte de las tierras Bosque Eterno rodean las tierras Bosque Nubloso hacia el Norte, Este y Sur de la más pequeña Nubloso Bosque preservar. Bajo del Tigre, una pequeña sección del Bosque Eterno de los Niños, es conocido por la observación de aves y caminatas nocturnas. |

- Datos: Q5657933